# 彬
彬（ひん）は、漢姓の一つ。

## 朝鮮の姓
彬（ひん、ピン、朝: 빈）は、朝鮮人の姓の一つである。2015年の韓国の国勢調査による人口は169人。

### 氏族
本貫は2本。清光緒帝の時の員外郎であったが朝鮮に帰化した大邱に住んだ彬文の子孫だと伝わる。
| 氏族（地域） | 創始者 | 割合 (%) （2000年） |
| ------------ | ------ | ------------------- |
| 大邱彬氏     |        |                     |
| 潭陽彬氏     |        |                     |

2015年の韓国の国勢調査によると、大邱彬氏は167人がいる。残りの2人の本貫は不明である。

### 人口と割合
1930年度、日本統治下の国勢調査では京畿道に10世帯があった。
| 年度   | 人口  | 世帯数 | 順位         | 割合 |
| ------ | ----- | ------ | ------------ | ---- |
| 1960年 | 92人  |        | 258姓203位   |      |
| 1985年 |       |        | 274姓中148位 |      |
| 2000年 |       |        |              |      |
| 2015年 | 169人 |        |              |      |